# ماداو
ماداو یا مادائو (به لاتین: Madaw) یک منطقه مسکونی در ترکمنستان است که در استان بلخان واقع شده است. این ناحیه در سال ۲۰۱۳ میلادی ۱۰۲۱۵ نفر جمعیت داشته است.